# Càlcul de Ricci
En matemàtiques, el càlcul de Ricci constitueix les regles de notació i manipulació d'índexs per a tensors i camps de tensors en una varietat diferenciable, amb o sense un tensor mètric o connexió. També és el nom modern del que abans s'anomenava càlcul diferencial absolut (la base del càlcul tensor), desenvolupat per Gregorio Ricci-Curbastro el 1887–1896, i posteriorment es va popularitzar en un article escrit amb el seu alumne Tullio Levi-Civita el 1900. Jan Arnoldus Schouten va desenvolupar la notació i el formalisme moderns per a aquest marc matemàtic i va fer contribucions a la teoria durant les seves aplicacions a la relativitat general i la geometria diferencial a principis del segle xx.
Un component d'un tensor és un nombre real que s'utilitza com a coeficient d'un element base per a l'espai tensor. El tensor és la suma de les seves components multiplicada pels seus elements base corresponents. Els tensors i els camps tensorals es poden expressar en termes dels seus components, i les operacions sobre els tensors i els camps tensorals es poden expressar en termes d'operacions sobre els seus components. La descripció dels camps tensorals i les operacions sobre ells en termes dels seus components és el focus del càlcul de Ricci. Aquesta notació permet una expressió eficient d'aquests camps de tensor i operacions. Tot i que bona part de la notació es pot aplicar amb qualsevol tensor, les operacions relacionades amb una estructura diferencial només són aplicables als camps de tensor. Quan sigui necessari, la notació s'estén als components dels no tensors, especialment a les matrius multidimensionals.
Un tensor es pot expressar com una suma lineal del producte tensor dels elements base vector i covector. Els components tensorials resultants s'etiqueten mitjançant índexs de la base. Cada índex té un valor possible per dimensió de l'espai vectorial subjacent. El nombre d'índexs és igual al grau (o ordre) del tensor.
Per a la compacitat i comoditat, el càlcul de Ricci incorpora la notació d'Einstein, que implica la suma sobre índexs repetits dins d'un terme i la quantificació universal sobre índexs lliures. Les expressions en la notació del càlcul de Ricci es poden interpretar generalment com un conjunt d'equacions simultànies que relacionen els components com a funcions sobre una varietat, generalment més específicament com a funcions de les coordenades de la varietat. Això permet la manipulació intuïtiva de les expressions amb la familiaritat només d'un conjunt limitat de regles.

## Notació per a índexs

### Distincions relacionades amb la base

#### Coordenades espacials i temporals
Quan s'ha de fer una distinció entre els elements de base semblants a l'espai i un element semblant al temps en l'espai-temps quadridimensional de la física clàssica, això es fa convencionalment mitjançant índexs de la següent manera:
- L'alfabet llatí minúscul a, b, c,... s'utilitza per indicar la restricció a l'espai euclidià tridimensional, que pren els valors 1, 2, 3 per als components espacials; i l'element de temps, indicat amb 0, es mostra per separat.
- L'alfabet grec en minúscules α, β, γ,... s'utilitza per a l'espai-temps de 4 dimensions, que normalment prenen valors 0 per als components del temps i 1, 2, 3 per als components espacials.

Algunes fonts utilitzen 4 en lloc de 0 com a valor de l'índex corresponent al temps; en aquest article, s'utilitza 0. En cas contrari, en contextos matemàtics generals, es pot utilitzar qualsevol símbol per als índexs, generalment s'executen per totes les dimensions de l'espai vectorial.

#### Notació de coordenades i índexs
Normalment, els autors deixaran clar si un subíndex està pensat com a índex o com a etiqueta.
Per exemple, a l'espai euclidià 3D i utilitzant coordenades cartesianes; el vector de coordenades A = (A1, A2, A3) = (Ax, Ay, Az) mostra una correspondència directa entre els subíndexs 1, 2, 3 i les etiquetes x, y, z. A l'expressió Ai, i s'interpreta com un índex que abasta els valors 1, 2, 3, mentre que els subíndexs x, y, z són només etiquetes, no variables. En el context de l'espai-temps, el valor de l'índex 0 correspon convencionalment a l'etiqueta t.

#### Referència a la base
Els propis índexs es poden etiquetar amb símbols diacrítics, com ara un barret (ˆ), una barra (¯), una tilde (˜) o un primer (′) com a:
{\displaystyle X_{\hat {\phi }}\,,Y_{\bar {\lambda }}\,,Z_{\tilde {\eta }}\,,T_{\mu '}}
per indicar una base possiblement diferent per a aquest índex. Un exemple és a les transformacions de Lorentz d'un marc de referència a un altre, on un marc podria estar sense cebar i l'altre cebat, com en:
{\displaystyle v^{\mu '}=v^{\nu }L_{\nu }{}^{\mu '}.}
Això no s'ha de confondre amb la notació de van der Waerden per a espinos, que utilitza barrets i sobrepunts als índexs per reflectir la quiralitat d'un espinor.

### Índexs superiors i inferiors
El càlcul de Ricci, i la notació d'índex de manera més general, distingeix entre índexs inferiors (subíndexs) i índexs superiors (superíndexs); aquests últims no són exponents, tot i que poden semblar com a tals per al lector només familiaritzats amb altres parts de les matemàtiques.
En el cas especial que el tensor mètric és a tot arreu igual a la matriu d'identitat, és possible eliminar la distinció entre índexs superiors i inferiors, i llavors tots els índexs es podrien escriure a la posició inferior. Fórmules de coordenades en àlgebra lineal com ara {\displaystyle a_{ij}b_{jk}} perquè el producte de matrius poden ser exemples d'això. Però, en general, s'ha de mantenir la distinció entre índexs superiors i inferiors.

## Diferenciació
Per a la compacitat, les derivades es poden indicar afegint índexs després d'una coma o un punt i coma.

### Derivada parcial
Tot i que la majoria de les expressions del càlcul de Ricci són vàlides per a bases arbitràries, les expressions que impliquen derivades parcials de components tensorials respecte a les coordenades s'apliquen només amb una base de coordenades: una base que es defineix mitjançant la diferenciació respecte a les coordenades. Les coordenades es denoten normalment amb xPlantilla:Isup, però en general no formen les components d'un vector. En l'espai-temps pla amb coordinació lineal, una tupla de diferències de coordenades, ΔxPlantilla:Isup, es pot tractar com un vector contravariant. Amb les mateixes limitacions a l'espai i a l'elecció del sistema de coordenades, les derivades parcials respecte a les coordenades donen un resultat que és efectivament covariant. A part de l'ús en aquest cas especial, les derivades parcials dels components dels tensors en general no es transformen de manera covariant, però són útils per construir expressions que són covariants, si bé encara amb una base de coordenades si les derivades parcials s'utilitzen explícitament, com amb la covariant., exterior i derivats de Lie a continuació.
Per indicar la diferenciació parcial dels components d'un camp tensor respecte a una variable de coordenades xPlantilla:Isup, es col·loca una coma abans d'un índex inferior adjunt de la variable de coordenades.
{\displaystyle A_{\alpha \beta \cdots ,\gamma }={\dfrac {\partial }{\partial x^{\gamma }}}A_{\alpha \beta \cdots }}
Això es pot repetir (sense afegir més comes):
{\displaystyle A_{\alpha _{1}\alpha _{2}\cdots \alpha _{p}\,,\,\alpha _{p+1}\cdots \alpha _{q}}={\dfrac {\partial }{\partial x^{\alpha _{q}}}}\cdots {\dfrac {\partial }{\partial x^{\alpha _{p+2}}}}{\dfrac {\partial }{\partial x^{\alpha _{p+1}}}}A_{\alpha _{1}\alpha _{2}\cdots \alpha _{p}}.}

### Derivada covariant
La derivada covariant només es defineix si es defineix una connexió. Per a qualsevol camp tensor, un punt i coma (;) col·locat abans d'un índex inferior (covariant) adjunt indica una diferenciació covariant. Les alternatives menys habituals al punt i coma inclouen una barra inclinada ( / ) o en un espai corbat tridimensional una única barra vertical ( | ).
La derivada covariant d'una funció escalar, un vector contravariant i un vector covariant són:
{\displaystyle f_{;\beta }=f_{,\beta }}
{\displaystyle A^{\alpha }{}_{;\beta }=A^{\alpha }{}_{,\beta }+\Gamma ^{\alpha }{}_{\gamma \beta }A^{\gamma }}
{\displaystyle A_{\alpha ;\beta }=A_{\alpha ,\beta }-\Gamma ^{\gamma }{}_{\alpha \beta }A_{\gamma }\,,}
on Γαγβ són els coeficients de connexió.

### Derivada exterior
La derivada exterior d'un camp tensor de tipus totalment antisimètric (0, s) amb components Aα1⋅⋅⋅αs (també anomenada forma diferencial ) és una derivada que és covariant sota transformacions de base. No depèn ni d'un tensor mètric ni d'una connexió: només requereix l'estructura d'una varietat diferenciable. En una base de coordenades, es pot expressar com l'antisimetrització de les derivades parcials dels components tensorials: :232–233
{\displaystyle (\mathrm {d} A)_{\gamma \alpha _{1}\cdots \alpha _{s}}={\frac {\partial }{\partial x^{[\gamma }}}A_{\alpha _{1}\cdots \alpha _{s}]}=A_{[\alpha _{1}\cdots \alpha _{s},\gamma ]}.}
Aquesta derivada no està definida en cap camp tensor amb índexs contravariants o que no sigui totalment antisimètric. Es caracteritza per una regla de producte graduada.
Derivada Lie
La derivada de Lie és una altra derivada que és covariant sota transformacions de base. Com la derivada exterior, no depèn ni d'un tensor mètric ni d'una connexió. La derivada de Lie d'un camp tensor de tipus (r, s) T al llarg (el flux de) d'un camp vectorial contravariant Xp es pot expressar utilitzant una base de coordenades com
{\displaystyle {\begin{aligned}({\mathcal {L}}_{X}T)^{\alpha _{1}\cdots \alpha _{r}}{}_{\beta _{1}\cdots \beta _{s}}&\\=X^{\gamma }T^{\alpha _{1}\cdots \alpha _{r}}{}_{\beta _{1}\cdots \beta _{s},\gamma }&-\,X^{\alpha _{1}}{}_{,\gamma }T^{\gamma \alpha _{2}\cdots \alpha _{r}}{}_{\beta _{1}\cdots \beta _{s}}-\cdots -X^{\alpha _{r}}{}_{,\gamma }T^{\alpha _{1}\cdots \alpha _{r-1}\gamma }{}_{\beta _{1}\cdots \beta _{s}}\\&+\,X^{\gamma }{}_{,\beta _{1}}T^{\alpha _{1}\cdots \alpha _{r}}{}_{\gamma \beta _{2}\cdots \beta _{s}}+\cdots +X^{\gamma }{}_{,\beta _{s}}T^{\alpha _{1}\cdots \alpha _{r}}{}_{\beta _{1}\cdots \beta _{s-1}\gamma }\,.\end{aligned}}}
Aquesta derivada es caracteritza per la regla del producte i pel fet que la derivada de Lie d'un camp vectorial contravariant al llarg de si mateix és zero:
{\displaystyle ({\mathcal {L}}_{X}X)^{\alpha }=X^{\gamma }X^{\alpha }{}_{,\gamma }-X^{\alpha }{}_{,\gamma }X^{\gamma }=0\,.}

## Tensors notables

### Delta de Kronecker
El delta de Kronecker és com la matriu d'identitat quan es multiplica i es contrau:
{\displaystyle {\begin{aligned}\delta _{\beta }^{\alpha }\,A^{\beta }&=A^{\alpha }\\\delta _{\nu }^{\mu }\,B_{\mu }&=B_{\nu }.\end{aligned}}}
Els components δα
β</br> δα
β són iguals en qualsevol base i formen un tensor invariant de tipus (1, 1), és a dir, la identitat del paquet tangent sobre el mapeig d'identitat de la varietat base i, per tant, la seva traça és invariant. La seva traça és la dimensionalitat de l'espai; per exemple, en l'espai-temps de quatre dimensions,
{\displaystyle \delta _{\rho }^{\rho }=\delta _{0}^{0}+\delta _{1}^{1}+\delta _{2}^{2}+\delta _{3}^{3}=4.}
El delta de Kronecker és un de la família de deltes de Kronecker generalitzats. El delta de Kronecker generalitzat de grau 2p es pot definir en termes del delta de Kronecker per (una definició comuna inclou un multiplicador addicional de p! a la dreta):
{\displaystyle \delta _{\beta _{1}\cdots \beta _{p}}^{\alpha _{1}\cdots \alpha _{p}}=\delta _{\beta _{1}}^{[\alpha _{1}}\cdots \delta _{\beta _{p}}^{\alpha _{p}]},}
i actua com a antisimetritzador dels índexs p :
{\displaystyle \delta _{\beta _{1}\cdots \beta _{p}}^{\alpha _{1}\cdots \alpha _{p}}\,A^{\beta _{1}\cdots \beta _{p}}=A^{[\alpha _{1}\cdots \alpha _{p}]}.}

### Tensor de torsió
Tensor de torsió
{\displaystyle T^{\alpha }{}_{\beta \gamma }=\Gamma ^{\alpha }{}_{\beta \gamma }-\Gamma ^{\alpha }{}_{\gamma \beta }-\gamma ^{\alpha }{}_{\beta \gamma },}
on γαβγ vénen donades per les components del parèntesi de Lie de la base local, que s'esvaeixen quan és una base de coordenades.

### Tensor de curvatura de Riemann
Si aquest tensor es defineix com
{\displaystyle R^{\rho }{}_{\sigma \mu \nu }=\Gamma ^{\rho }{}_{\nu \sigma ,\mu }-\Gamma ^{\rho }{}_{\mu \sigma ,\nu }+\Gamma ^{\rho }{}_{\mu \lambda }\Gamma ^{\lambda }{}_{\nu \sigma }-\Gamma ^{\rho }{}_{\nu \lambda }\Gamma ^{\lambda }{}_{\mu \sigma }\,,}
aleshores és el commutador de la derivada covariant amb si mateixa:
{\displaystyle A_{\nu ;\rho \sigma }-A_{\nu ;\sigma \rho }=A_{\beta }R^{\beta }{}_{\nu \rho \sigma }\,,}

### Tensor mètric
El tensor mètric gαβ s'utilitza per reduir els índexs i dóna la longitud de qualsevol corba similar a l'espai.
{\displaystyle {\text{length}}=\int _{y_{1}}^{y_{2}}{\sqrt {g_{\alpha \beta }{\frac {dx^{\alpha }}{d\gamma }}{\frac {dx^{\beta }}{d\gamma }}}}\,d\gamma \,,}
on γ és qualsevol parametrització suau i estrictament monòtona del camí.